# Peter Adolf Boysen
Peter Adolf Boysen (* 5. November 1690 in Aschersleben; † 12. Januar 1743 in Halberstadt) war ein deutscher evangelischer Theologe, Philosoph und Historiker.

## Leben
Er studierte an der Universität Wittenberg zunächst die Rechtswissenschaften und wechselte dann an die Universität Halle, um Theologie zu studieren. 1716 wurde er Pastor in Aschersleben, 1718 Rektor an der Domschule in Halberstadt, 1723 Pastor an der Liebfrauenkirche und wurde 1731 zum Konsistorialrat ernannt.
Boysen verfasste theologische, philologische und historische Schriften zu Antiquitäten. So die „Neue Acerra philologica oder Gründl. Nachrichten aus der Philologie und den römischen und griechischen Antiquitäten“ (Halle 1715), „De legione fulminatrice“ (1719), „Phaedri fabulae“ (1714) un „Historia Mich. Serveti“ (1712).